# Tino (fiume)
Il Tino è un fiume di 17 km che scorre interamente nel comune di Ovodda, in Sardegna.

## Corso del fiume
Nasce a 1247 m sul monte Areu Tascusi con il nome di rio Grabosu, poi prende il nome di rio Torrei e infine Tino.
Sfocia nel fiume Taloro.